# EMD FT
EMC/EMD model FT je dieselelektrická lokomotiva vyráběná mezi lety 1939 a 1945 americkou firmou Electro-Motive Corporation (EMC), od roku 1941 přejmenovanou na Electro-Motive Division (EMD). Šlo o první hromadně produkovanou nákladní dieselovou lokomotivu určenou pro traťovou službu, která odstartovala masovou motorizaci amerických železnic. Zároveň jde o první model z úspěšné řady lokomotiv F. Původně byla navržena jako dvojdílná jednotka složená z dílu A se stanovištěm obsluhy na jednom konci a dílu B bez stanoviště, které byly v provozu nedělitelně spojeny táhlem. Jeden čtyřnápravový díl disponuje výkonem 1 350 koňských sil (asi 1 000 kW) a je poháněn šestnáctiválcovou verzí motoru 567 přeplňovaného Rootsovým dmychadlem.

## Výroba

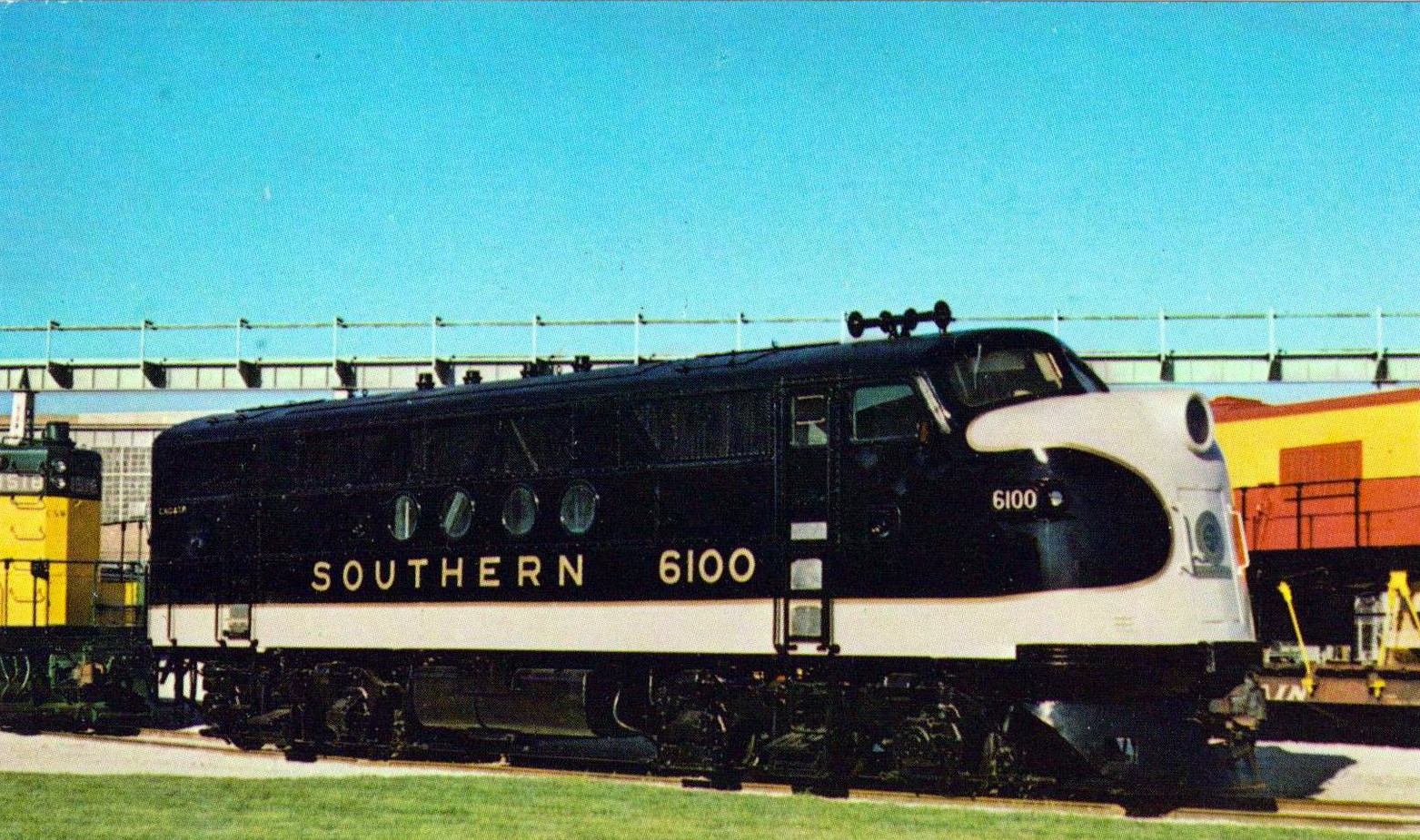
Bývalý prototyp v roce 1972

Ke konci roku 1939 představila společnost EMC, vlastněná koncernem General Motors a známá hlavně pro své osobní dieselové lokomotivy, nově navrženou nákladní lokomotivu FT. Prototypová jednotka číslo 103 ve složení A-B-B-A (tedy spojení dvou dvojdílných lokomotiv) se vydala na předváděcí turné po Spojených státech, při kterém během 11 měsíců najezdila téměř 135 000 km. Turné se ukázalo jako úspěšné, například během testů na trati skrz průsmyk Tehachapi zvládla prototypová jednotka vyvézt z Caliente na vrchol průsmyku těžší soupravu rychleji než soudobé parní lokomotivy, a to navíc bez nutnosti doplňovat vodu. Dalšími výhodami dieselové trakce byly nižší provozní náklady a snazší údržba. Během testů se ale objevily i obtíže, vysoká počáteční tažná síla například při nesprávné technice rozjezdu způsobovala přetržení spřáhel.
| Lokomotiva                | Tažená hmotnost | Jízdní doba |
| ------------------------- | --------------- | ----------- |
| EMD FT č. 103             | 1 630 tun       | 1:31        |
| ATSF 1´E2´                | 1 000 tun       | 2:15        |
| SP „cab forward“ (2´D)D1´ | 1 220 tun       | 2:15        |

Zatímco parní lokomotivy byly často navrženy na míru jednotlivým uživatelům, nové dieselové stroje bylo možné vyrábět ve velkých vysoce unifikovaných sériích, ne nepodobně jako u automobilů. I design, například dělená čelní okna, připomínal soudobé automobily. Kličky pro stahování bočních okének pak byly dokonce prakticky totožné s těmi použitými u produktů automobilky GM. Kvůli problémům s železničními odbory, kterým se nelíbilo snižování stavů v souvislosti s nižšími nároky na obsluhu dieselových lokomotiv, mělo EMD zájem na tom, aby vícedílná jednotka byla v provozu považována za jedinou lokomotivu. V opačném případě by odbory mohly vyžadovat obsazení každého dílu, což by snižovalo atraktivitu dieselové trakce v očích provozovatelů. I to byl jeden z důvodů, proč byl původně díl A nedělitelně spojen s dílem B bez stanoviště a čtyřdílné jednotky dostávaly jediné inventární číslo.
První objednávka pocházela od společnosti ATSF (známé také jako Santa Fe), zvláštním požadavkem této železnice bylo vybavení lokomotiv elektrodynamickou brzdou. Šlo o vůbec první použití tohoto zařízení u dieselové lokomotivy. Dalším požadavkem bylo využití konvenčního spřáhla mezi díly A a B a jejich úprava pro samostatný provoz, aby bylo možné je v provozu kombinovat dle aktuálních potřeb. Mezi dalšími počátečními uživateli modelu FT byly železnice B&O, GN, která si objednala i nedělitelnou jednotku A-B-A, nebo Southern Railway, která obdržela také původní prototypovou jednotku. Výroba byla ovlivněna restrikcemi souvisejícími s 2. světovou válkou, na druhou stranu ale lokomotivka EMD mohla ve výrobě modelu FT s omezeními pokračovat (výroba ostatních typů lokomotiv jí byla zakázána), zatímco konkurence směla stavět pouze menší posunovací lokomotivy. Do ukončení výroby modelu FT v roce 1945 sjelo z výrobní linky v La Grange 1 096 exemplářů, které byly zakoupeny 23 železničními společnostmi. Lokomotivy FT byly ve výrobě nahrazeny přechodným typem F2 a lokomotivami F3.

## Provoz

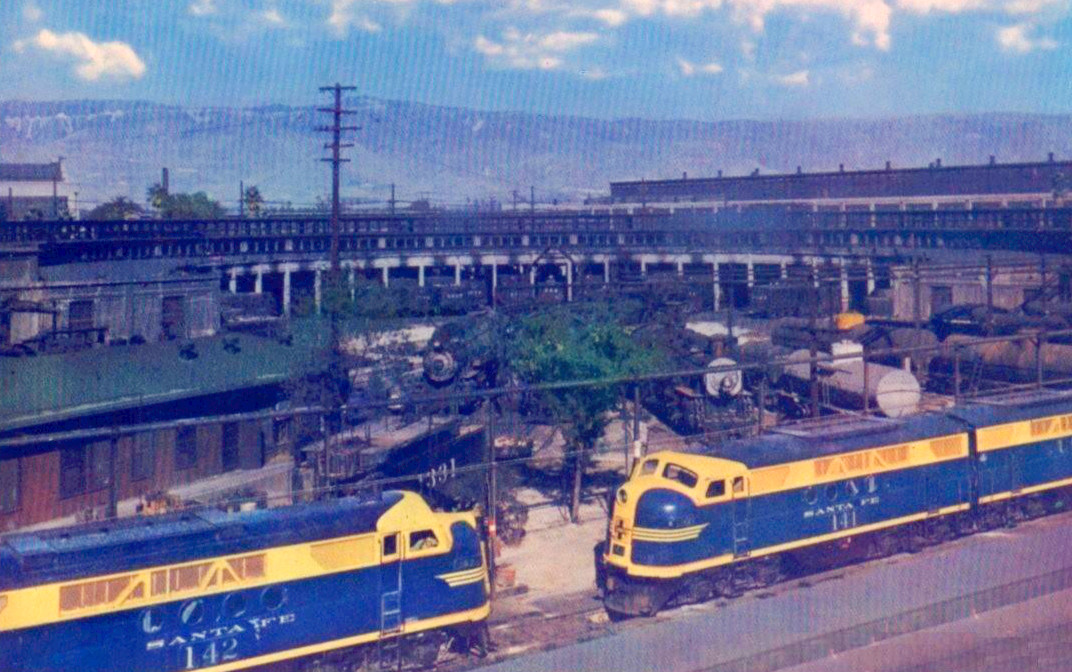
Lokomotivy FT v depu ATSF v San Bernardinu

Santa Fe své první lokomotivy FT obdržela v únoru 1941 a s konečným počtem 320 kusů se stala i jejich největším provozovatelem. Flotila byla zprvu nasazována na výkony mezi Winslow a Barstow a na tratě přes průsmyky Cajon a Tehachapi. Nejenže zde lokomotivy mohly s úspěchem využít dynamické brzdění, ale nedostatek vody v těchto aridních oblastech komplikoval parní provoz, který denně vyžadoval přivážet desítky cisternových vozů s vodou na zbrojení parních lokomotiv. Santa Fe své lokomotivy FT lakovala do modro-žlutého nátěru, určeného nákladním strojům. Během roku 1946 však bylo několik jednotek upraveno pro vozbu osobních vlaků změnou převodového poměru pro maximální rychlost 160 km/h a dosazením parních generátorů. Tyto lokomotivy byly přelakovány do legendárního červeno-žlutého schématu s „indiánskou čelenkou“ (tzv. warbonnet) a byly nasazovány v čele prestižních expresů Chief, El Capitan a Super Chief. Již počátkem 50. let však byly přeřazeny zpět do nákladní dopravy.
I některé další železnice své nové lokomotivy FT nasazovaly tam, kde provoz parních lokomotiv způsoboval problémy. Erie Railroad je zpočátku využívala na trati z Marionu směrem na východ, kde stoupání až 10 ‰ vyžadovalo během parní éry zkracování souprav. DL&W zase nakoupila několik lokomotiv FT s převodovým poměrem 65:12 a maximální rychlostí 80 km/h pro postrkovou službu na tratích ze Scrantonu, což umožnilo snížit kilometrické proběhy postrkových lokomotiv až o 30 % v přepočtu na stejný přepravní výkon. V postrkové službě byly FT nasazeny i na železnici Lehigh Valley. Společnost B&M vlastnící 48 lokomotiv FT v roce 1946 po 35 letech ukončila elektrický provoz v tunelu Hoosac. Ten byl původně elektrizován kvůli problémům s dýmem parních lokomotiv, ale nasazení dieselových strojů v kombinaci s instalací odvětrávacího systému umožnilo provoz elektrických lokomotiv eliminovat.
Ačkoliv se model FT stal jedním ze symbolů motorizace amerických železnic, některé stroje sotva přežily parní lokomotivy, které pomáhaly vyřadit. Už od poloviny 50. let byly jakožto zástupci nejstarších a nejprimitivnějších dieselových lokomotiv nahrazovány modernějšími a výkonnějšími stroji. Mnoho jich bylo vykoupeno výrobcem při prodeji nových lokomotiv, například společnost B&M svou flotilu v té době zužitkovala při nákupu lokomotiv GP9, při jejichž stavbě byly navíc využity některé původní komponenty, například podvozky. Prototyp modelu FT č. 103 byl zachován v Národním muzeu dopravy v St. Louis.

## Popis

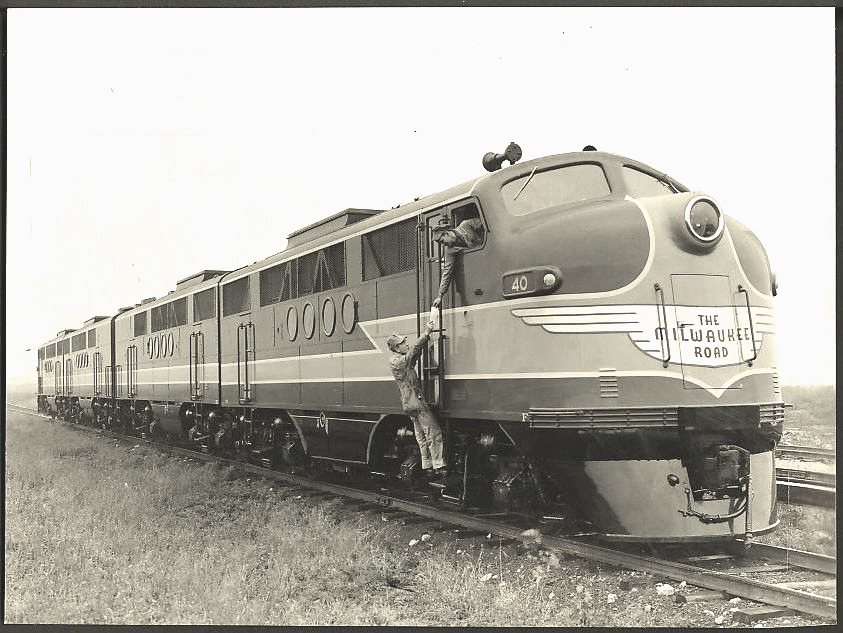
FT železnice CMStP&P, známé spíše pod názvem Milwaukee Road

Lokomotiva FT byla navržena jako dvojdílná ve složení A-B se stanovištěm obsluhy pouze v dílu A, oba díly jsou uspořádání pojezdu Bo′Bo′. Později byly vyrobeny i díly schopné samostatného provozu nebo naopak trojdílné jednotky. Skříň lokomotivy svařená z ocelových profilů je nosným prvkem a je zakryta překližkovými panely pokrytými z obou stran tenkým plechem. Toto konstrukce lokomotiv se v anglicky psané literatuře označuje termínem cab nebo carbody unit.
Oba díly jsou 14,7 m dlouhé, ale rozvor dílu B je o něco kratší. Výška je 4,28 m bez započítání lokomotivních houkaček umístěných na střeše, šířka 3,19 m včetně madel. Díl A váží asi 104,3 tun, díl B pak 103,4 tun. Každý díl disponuje výkonem 1 350 koňských sil (asi 1 000 kW), rozjezdová tažná síla dvojdílné lokomotivy je 507 kN. Při průměru dvojkolí 1 016 mm a použití běžného převodového poměru 62:15 je maximální rychlost 105 km/h.

### Vnější vzhled
Ačkoliv byly lokomotivy FT určeny primárně pro nákladní vozbu, používaly skříňovou konstrukci s proudnicově tvarovaným čelem. Vliv aerodynamiky byl sice ve službě zanedbatelný, stejnou konstrukci ale výrobce používal i u osobních modelů z řady E. Výhodou řešení s krytým přístupem do strojovny byla například možnost provádět údržbu během jízdy. Částečně šlo i o marketingový tah, jelikož tento design byl v té době populární a odlišoval nové dieselové lokomotivy od lokomotiv parních, čemuž napomáhaly i barevné kombinace navržené na míru jednotlivým zákazníkům. Již na přelomu 40. a 50. let však začalo být skříňové uspořádání na amerických železnicích nahrazováno praktičtějším kapotovým.
Díl A má na jednom konci vyvýšené stanoviště obsluhy s čelem ve tvaru „buldočího čenichu“, které je pro případ nárazu zesíleno a je vybaveno velkým kulatým reflektorem. Typickým rozpoznávacím znakem lokomotiv FT, který je odlišuje od pozdějších strojů série F, je řada čtyř blízko sebe umístěných kulatých oken v bočnicích.

### Podvozky

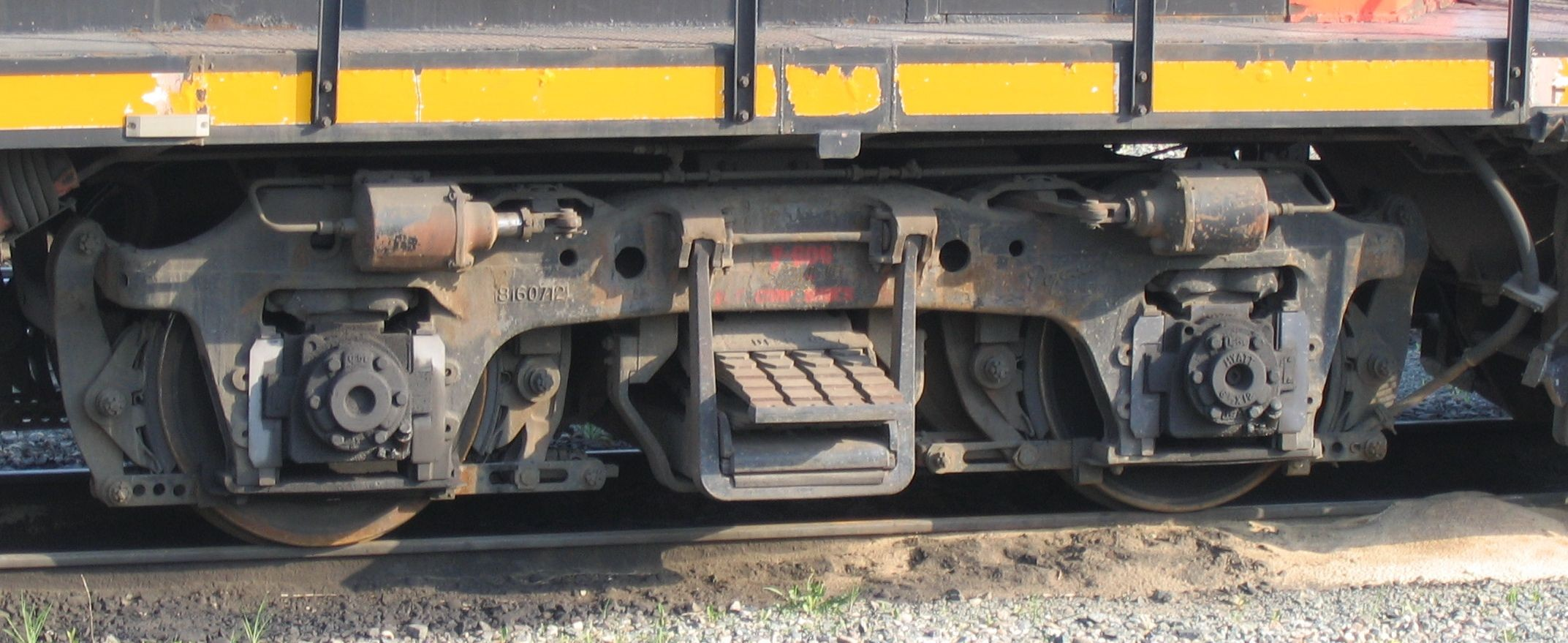
Podvozek typu Blomberg

Každý díl je usazen na dvou dvounápravových podvozcích typu Blomberg. Ty byly navrženy americkým konstruktérem švédského původu Martinem P. Blombergem, který se podílel i na vývoji třínápravových podvozků uspořádání A1A pro osobní lokomotivy série E. Podvozky mají rozvor 2,74 m a jejich rámy jsou odlévané. Primární vypružení je provedeno vinutými pružinami, typickým rozpoznávacím znakem těchto podvozků kolébkového uspořádání je však sekundární vypružení provedené příčně uloženými listovými pružinami. Dvounápravový podvozek typu Blomberg a jeho varianty byly využívány až do ukončení výroby čtyřnápravových nákladních lokomotiv EMD v 90. letech.

### Spalovací motor
Lokomotivy FT jsou poháněny šestnáctiválcovým dvoudobým vznětovým motorem s válci do V typu 567 (později 567A) s kompresním poměrem 16:1, přeplňovaným dvěma Rootsovými dmychadly. Při vrtání 8,5 palců (216 mm) a zdvihu 10 palců (254 mm) je zdvihový objem jednoho válce 567 krychlových palců (9,29 l), odtud plyne označení motoru. Rozsah otáček je od 275 ot./min až po maximálních 800 ot./min v 8. stupni, řízení zajišťuje na základě požadavků z jízdního kontroléru elektropneumatický regulátor. Startování motoru je prováděno trakčním generátorem pomocí proudu z akumulátorových baterií.
Chladiče vodního okruhu jsou umístěny pod stropem strojovny před a za spalovacím motorem, nad nimi se pak nacházejí dva páry ventilátorů. Jeden ventilátor každého páru je poháněn mechanicky od spalovacího motoru skrz třecí spojku a převod, druhý je pak klínovým řemenem poháněn od prvního. Toto řešení bylo u následujících modelů nahrazeno elektrickým pohonem. Sání vzduchu do strojovny je zajištěno třemi podlouhlými průduchy krytými síťovinou v horní části obou bočnic. Jedním z problémů motorů 567 byl průnik vody do mazacího oleje vlivem špatného těsnění vložek válců, jehož důsledkem mohlo být až selhání ložisek klikové hřídele. Tento nedostatek byl vyřešen až v 50. letech s příchodem verze 567C. Každý díl si veze palivovou nádrž o objemu 4 540 l motorové nafty, náplň oleje je 680 l a chladicí okruh obsahuje asi 815 l vody.

### Přenos výkonu

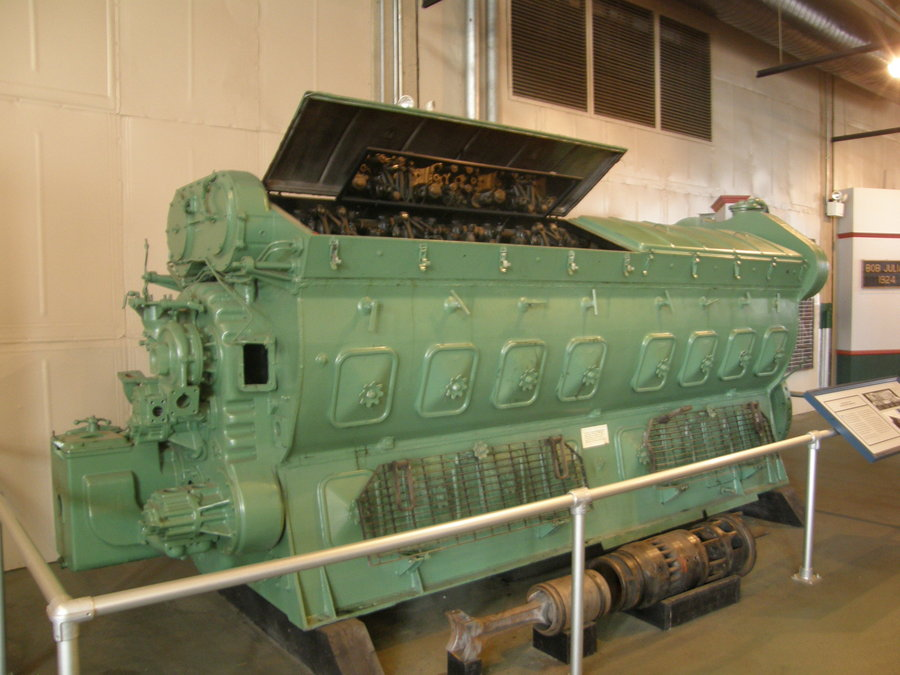
Motor 567B, vylepšená verze původních motorů lokomotiv FT

Lokomotivy FT využívají stejnosměrný elektrický přenos výkonu. Se spalovacím motorem je přírubově spojen trakční generátor D8 o jmenovitém napětí 600 V, který napájí čtveřici tlapových trakčních motorů D7. Zapojení motorů ovládá strojvedoucí manuálně ve čtyřech stupních:
1. Při rozjezdu jsou motory 1 a 4 na vnější straně podvozků řazeny do paralelní kombinace, stejně jako motory 2 a 3 na vnitřní straně podvozků. Obě skupiny jsou pak zapojeny v sérii.
2. V dalším stupni dochází k šuntování zařazením odporů paralelně k budicím vinutím motorů.
3. Následuje přechod na paralelní řazení všech trakčních motorů.
4. V paralelním řazení je opět možné šuntovat.

Změna směru jízdy se provádí přepólováním budicích vinutí trakčních motorů. Na každý podvozek připadá jeden ventilátor chlazení trakčních motorů, poháněný řemenem od spalovacího motoru. Řemenem je poháněn i pomocný generátor, jehož napětí je napěťovým regulátorem udržováno na hodnotě 74 V. Pomocný generátor zajišťuje dobíjení baterií, napájení palubní sítě a poskytuje proud pro buzení trakčního generátoru. U lokomotiv vybavených elektrodynamickou brzdou jsou v režimu brzdění statorová vinutí trakčních motorů buzena z trakčního generátoru. Odporníky jsou umístěny v hranaté nástavbě na střeše nad spalovacím motorem, dva elektromotory ventilátorů jejich chlazení jsou napájeny přímo elektrickou energií vzniklou při brzdění. Při převodovém poměru 62:15 je nejvyšší brzdné síly dosaženo v rychlosti 27 km/h.